# Planta Nuclear Militar 816
La Planta Nuclear Militar 816 (en chino tradicional, 816地下核工廠; en chino simplificado, 816地下核工厂) es la base nuclear subterránea más grande del mundo. La base nuclear está ubicada en lo que hoy son los suburbios de Chongqing, un municipio en la China del Suroeste. Es un megaproyecto militar.

## Introducción
La base tiene la "cueva artificial más grande del mundo". El proyecto comenzó en 1966 cuando las relaciones sino-soviéticas se redujeron drásticamente (véase ruptura sino-soviética). Para mejorar la defensa nacional china y prevenir una posible invasión soviética y un ataque nuclear, el proyecto fue aprobado (de forma directa por Zhou Enlai, el primer ministro en aquella época) y llevado a cabo en secreto. En la construcción de la base participaron más de 60.000 ingenieros militares del Ejército Popular de Liberación. La base subterránea fue diseñada para ser capaz de soportar miles de toneladas de TNT y terremotos de magnitud 8 en la escala de Richter.
El área superficial de la cueva es de más de 104.000 m² y los túneles tienen una longitud de más de 20 km. Todo el complejo completo tiene en total 18 cuevas artificiales conectadas entre sí y más de 130 carreteras y túneles. El gran tamaño de los túneles y carreteras permite que se pueda recorrer el interior en coche. La cueva artificial más grande tiene una altura de 79,6 m y es aproximadamente igual a la de un edificio de 20 plantas.
El proyecto estuvo en construcción durante 17 años y la construcción estaba casi terminada en 1984. Debido a los cambios en la situación internacional de la Guerra Fría, el proyecto fue cancelado en febrero de 1984. Fue desclasificado en abril de 2002. En abril de 2010, después de 40 años cerrada, la base fue abierta a los turistas.